# Batalla de Tútrakan
La batalla de Tútrakan o batalla de Turtucaia (en romanès, Batalia de la Turtucaia; en búlgar, Битка при Тутракан (Bitka pri Tútrakan) o Тутраканска епопея (Tutrakanska epopeya)) va ser la primera batalla de la primera ofensiva de les Potències Centrals al Front de Romania durant la Primera Guerra Mundial.
En resposta a la invasió romanesa de la Transsilvània austrohongaresa el 2 de setembre de 1916, els búlgars van respondre assetjant la fortalesa de Turtucaia, a 60 km al sud-est de Bucarest, a Dobrudja, recolzats per un petit contingent alemany.
La fortalesa va caure en quatre dies, causant la pèrdua de més de vint i cinc mil homes (entre morts, ferits i presoners de guerra), el desbaratament dels plans bèl·lics romanesos, la recuperació de Dobrudja per Bulgària i la millora de la situació dels austrohongaresos.
La derrota i la por a perdre la capital va portar a l'alt comandament romanès, amb el suport de França i Rússia, a frenar en adversa situació defensiva l'avanç a Transsilvània a mitjans de setembre. Això va permetre als alemanys i austrohongaresos reprendre la iniciativa a Transsilvània i, en poc més de tres mesos, ocupar més de la meitat del territori romanès mitjançant avenços des de Bulgària i Transsilvània.

## Antecedents
L'agost de 1916, les Potències Centrals es trobaven en una situació militar cada cop més difícil: 
- al Front occidental, l'ofensiva alemanya a Verdun s'havia convertit en una costosa batalla de desgast;
- al Front oriental, l'ofensiva Brussílov trencava l'exèrcit austrohongarès;
- al Front italià, l'exèrcit italià augmentava la pressió sobre els austrohongaresos;
- al Front balcànic, la força expedicionària aliada del general Sarrail al nord de Grècia semblava preparada per a una ofensiva important contra l'exèrcit búlgar.

El govern romanès va afirmar que el moment era correcte per complir amb les ambicions nacionals del país alineant-se amb l'Entente i va declarar la guerra a l'Imperi austrohongarès el 27 d'agost de 1916. Tres exèrcits romanesos van envair Transsilvània a través dels Carpats, enfrontant-se contra un exèrcit austrohongarès molt més petit. En poc temps els romanesos van ocupar Orșova, Petroșani, i Brașov, i van arribar a Sibiu en el seu camí cap al riu Mureș, el principal objectiu de l'ofensiva.
En resposta, l'Imperi alemany va declarar la guerra a Romania el 27 d'agost, seguit de Bulgària a l'1 de setembre. L'endemà, el 3r Exèrcit búlgar va iniciar la primera gran ofensiva de les Potències Centrals de la campanya de Romania envaint Dobrudja Meridional.

### Els orígens i l'estat de la fortalesa
Originalment, Tútrakan era un fort romà. Durant el regnat de l'emperador Dioclecià (284- 305) es va convertir en una de les majors fortaleses del limes del Danubi.

Al segle vii es va convertir en part de l'Imperi búlgar, fins que aquest últim va ser conquerit per l'Imperi Otomà a finals del segle xiv. 

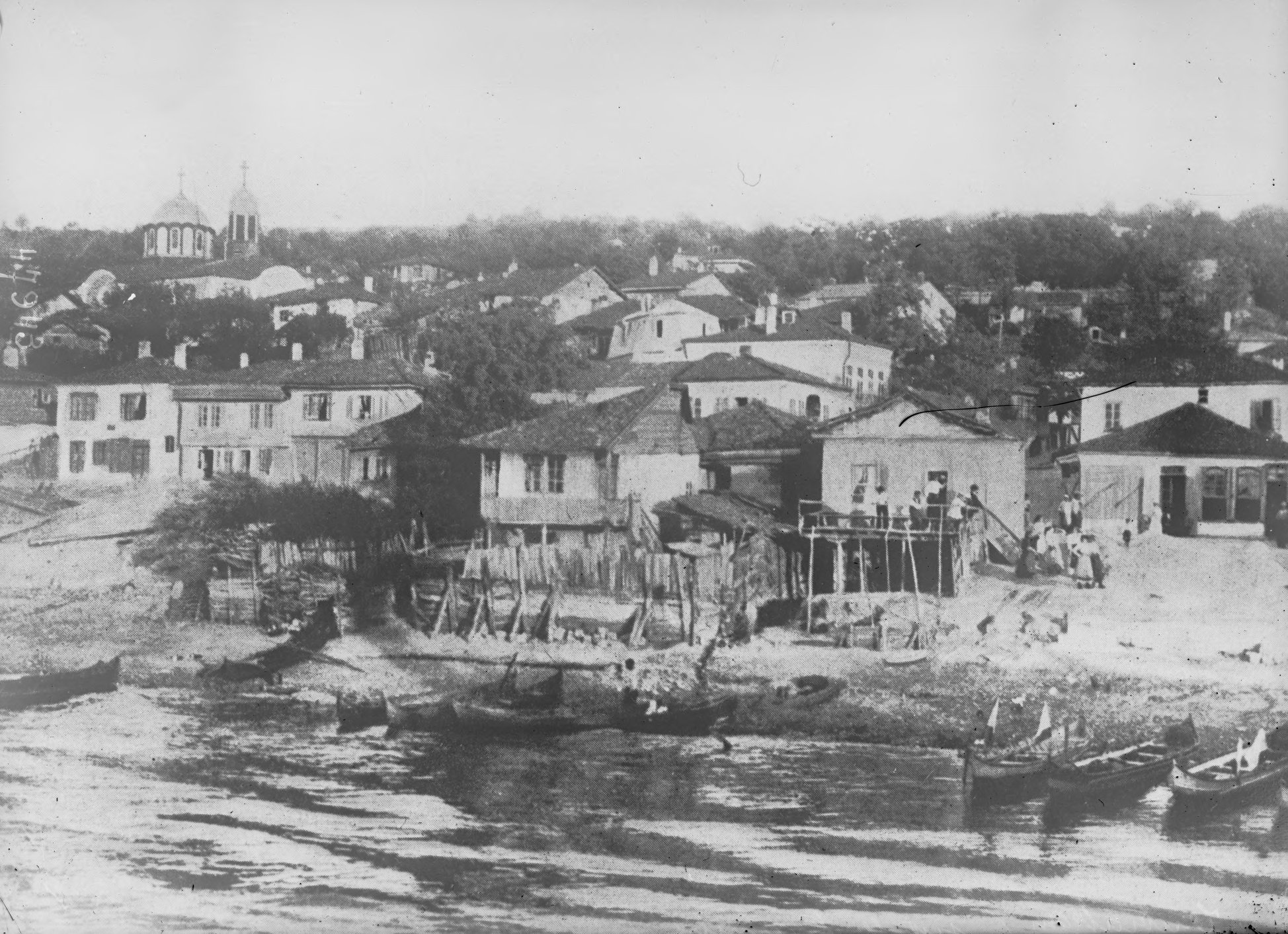
Poble de Turtucaia (actualment Tútrakan), 1916

Quan els otomans van entrar en el seu període de declivi, es van concentrar en el Danubi com la seva principal barrera defensiva als Balcans. No obstant això, l'enorme ample del riu va resultar insuficient per defensar-se contra els exèrcits de l'Imperi Rus, que el va travessar diverses vegades en el seu tram més baix durant les nombroses guerres russo-otomanes. Per contrarestar aquesta amenaça constant, l'exèrcit otomà va crear el quadrilàter fortificat Russe-Silistra-Varna-Xumen, amb la intenció d'evitar que qualsevol invasor creués els Balcans i amenacés Constantinoble. Tútrakan estava situat al costat septentrional del quadrilàter, en un tram on el Danubi era estret, a través de la desembocadura navegable del riu Argeş. Això el va convertir en un lloc excel·lent per a un encreuament i va fer que els otomans el fortifiquessin amb una gran guarnició.
Amb l'alliberament de Bulgària després de la guerra Guerra russoturca (1877-1878), Tútrakan es va convertir en part integrant del país, però les ambicions nacionals búlgares van ser dirigides en general cap a Macedònia i Tràcia, i la defensa del Danubi es va descuidar molt. Com a resultat de la Segona Guerra dels Balcans, Tútrakan i tota la regió de Dobrudja Meridional van ser cedits a Romania el 1913.
Immediatament, l'Estat Major de Romania va prendre mesures per reforçar les defenses del poble, dissenyant-lo per servir de cap de pont en cas de guerra amb Bulgària. Les obres intensives de construcció van durar més de dos anys sota la direcció d'enginyers militars belgues. El terreny circumdant és favorable per a un cap de pont, ja que els turons que dominen la ciutat formen part d'un altiplà de 7x10 km d'ample, situats una altura de 113 metres sobre el Danubi, i estan envoltats de nombroses rambles.

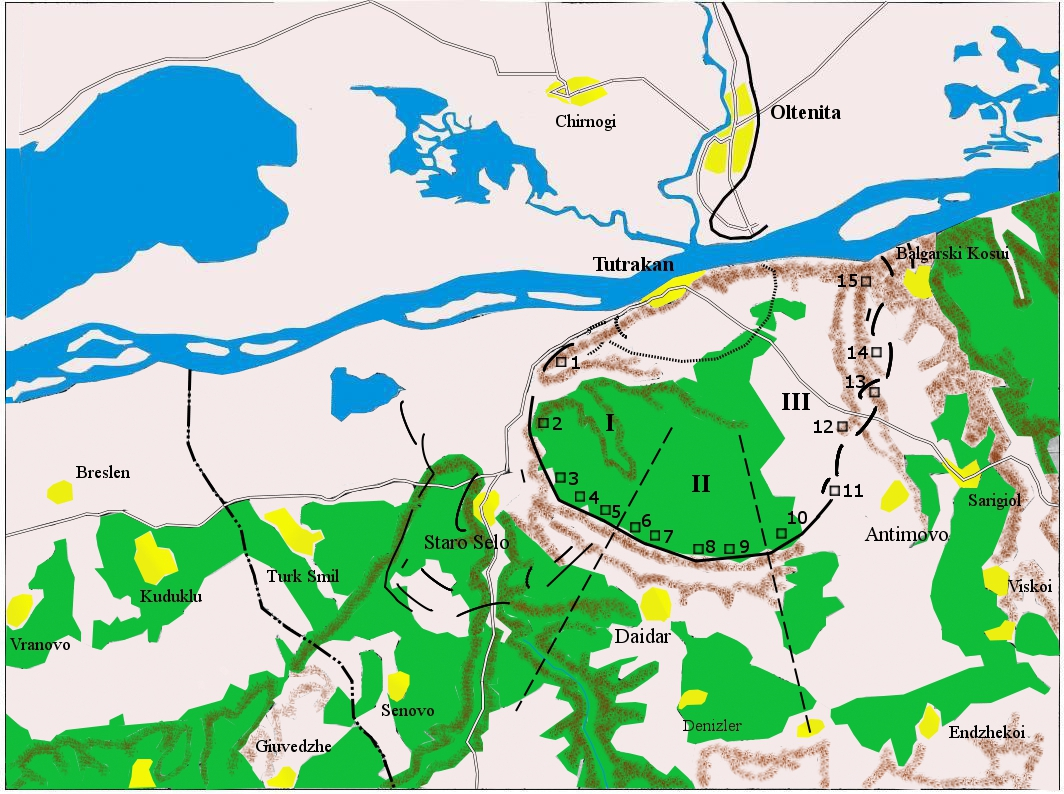
Mapa de la fortalesa i els seus voltants

La defensa bàsica consistia en tres línies de defensa concèntriques de trinxeres ancorades al riu: 
- La línia avançada de defensa estava formada per les posicions més avançades, que eren petits llocs avançats dissenyats per a la vigilància. A l'oest, al voltant del poble de Staro Selo, les fortificacions exteriors eren més àmplies.
- La línia principal de defensa es va construir a la vora de l'altiplà per mantenir l'artilleria enemiga fora de qualsevol pont que pogués de construir-se a Tútrakan. La línia s'allargava gairebé a 30 km i tenia com a nucli quinze «centres de resistència», forts numerats de l'1 al 15 i que porten els noms dels assentaments locals: «Tútrakan», «Staro Selo», «Daidur», «Sarsanlar», etc. Cadascun d'ells tenia dos refugis per a 50 a 70 soldats, amb teulades suportades per bigues de ferro o taulers de fusta, sobre els quals es col·locava una capa de terra de dos metres. El seu perfil era baix, sent visible només uns 60 centímetres, garantint així una protecció raonable contra els obusos d'artilleria de campanya.[9] Separats entre 1,2 i 2,2 km de distància, els forts individuals es van unir per trinxeres poc profundes i nius de metralladora, que estaven connectades entre elles mitjançant trinxeres de comunicació a la part posterior de la línia principal de defensa. Els espais d'intervenció van ser coberts encara més per posicions de fusells i metralladores en els flancs dels forts. Els «centres de resistència» estaven ben protegits per barreres de filferro d'arç que van arribar a una amplada de 10 a 15 metres, però es van col·locar a uns 50 metres de la línia de tir i, per tant, no es podien defensar amb granades de mà. A centenars de metres enfront de la línia principal, els romanesos van construir tres fileres d'obstacles i filferros d'arç que s'estenien de forma contínua des del fort 3 fins al fort 15.[10] La major part de l'artilleria es va col·locar a la línia principal de defensa, encara que diverses peces, juntament amb trinxeres i metralladores, es van col·locar a les illes properes del Danubi per donar suport a la flotilla romanesa del Danubi, que tenia la tasca de subministrar una cobertura d'artilleria a les zones properes occidentals de la fortalesa.[9]
- A 4 km de la línia principal de defensa i a 3 km de Tútrakan hi havia la línia secundària de defensa de la fortalesa. Consistia en una única línia de trinxeres amb pocs nius de metralladores i alguns obstacles, sense artilleria. Amb la seva atenció enfocada gairebé a la línia principal de, el comandament romanès ignorava en gran manera aquesta línia secundària.

Amb la finalitat de comandar tota l'àrea de la fortalesa, es va dividir en tres sectors: I (oest), II (sud) i III (est), també nomenats pels pobles locals: «Staro Selo», «Daidur» i «Antimovo». Cadascun d'aquest sectors tenia el seu propi comandant.

### La guarnició de la fortificació
La defensa de les fronteres del Danubi i Dobrudja va ser confiada al 3r Exèrcit de Romania, sota el comandament del general Mihail Aslan, que tenia el seu quarter general a Bucarest. La fortalesa de Tútrakan va ser comandada pel cap de la 17a Divisió d'Infanteria romanesa, el general Constantin Teodorescu, que al principi del conflicte tenia a la seva disposició les següents forces:
- 17a Divisió d'Infanteria (Teodorescu)

- 18a Brigada d'Infanteria

- 36è Regiment d'Infanteria
- 76è Regiment de Reserva

- 39a Brigada d'Infanteria

- 40è Regiment d'Infanteria
- 79è Regiment de Reserva

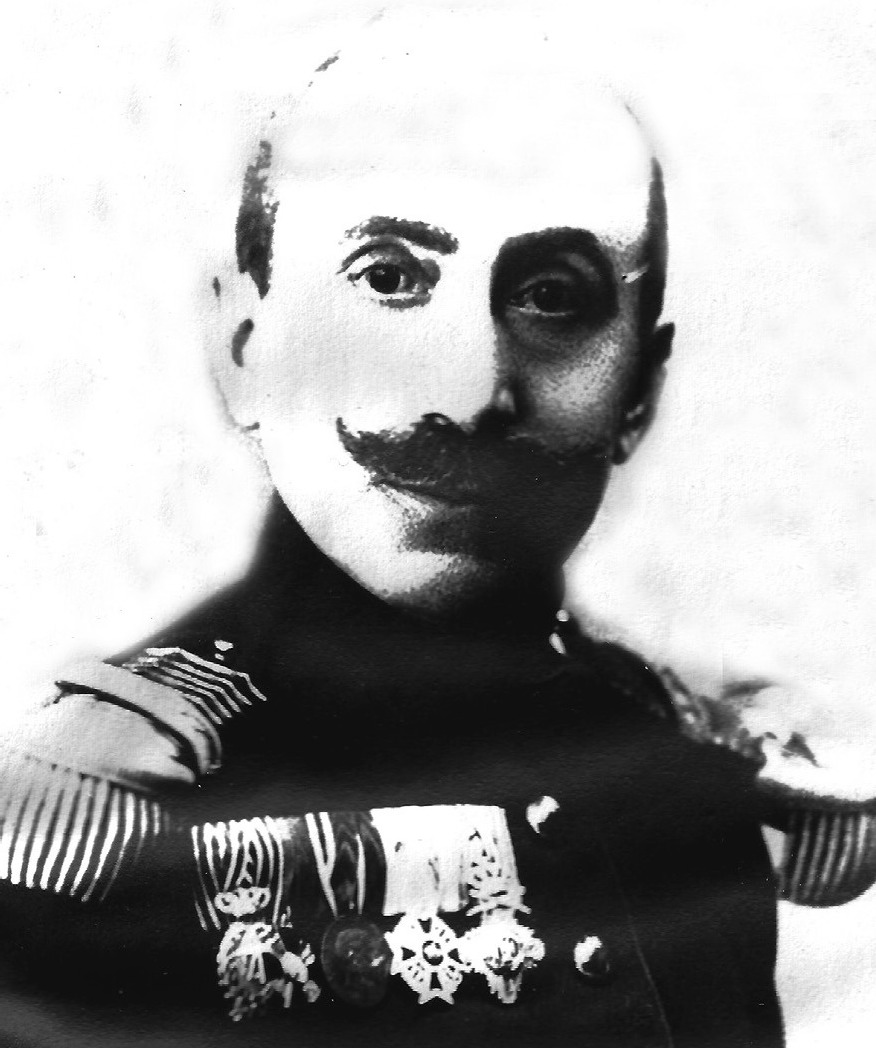
General Constantin Teodorescu, comandant de la Fortalesa de Tútrakan, 1916

- una companyia de guàrdies fronterers
- un esquadró de cavalleria
- quatre batallons de milicians
- una companyia de peoners

Els romanesos van establir a la fortalesa una força de combat de 19 batallons, amb més de 20.000 homes i 66 metralladores. Només tres dels batallons eren de l'exèrcit permanent, amb la resta extreta de la reserva. Un avantatge valuós per a la guarnició va ser l'assistència de la flotilla romanesa del Danubi, composta principalment per la 2a Divisió de monitors: Brătianu, Kogălniceanu i Catargiu.
El general Teodorescu podia confiar en un gran parc d'artilleria, que a finals d'agost estava format per més de 157 canons que s'estenien entre els calibre 75 i el 210 mm; no obstant això, la majoria eren canons fixos que no tenien capacitats modernes ni tir ràpid. L'artilleria de les trinxeres consistia en nombrosos canons de torreta de petit calibre, mentre que havia només 23 canons artilleria mòbil amb cavalls, dels quals només vuit eren de tir ràpid. Al sector occidental, les tropes es van beneficiar dels canons de la flotilla del Danubi. Gairebé tota l'artilleria es va desplegar a la línia principal de defensa, però l'artilleria fixa en particular es va col·locar d'una manera que va dificultar que tots els canons concentressin el foc en un sol lloc; els canons es van distribuir en igual quantitat entre els sectors, sense deixar cap espai. L'origen d'aquesta dificultat va ser el fet que els canons, en la majoria dels casos, disparaven des de plataformes, el que significa que la seva posició no es pot desplaçar.
La guarnició de Tútrakan es va connectar a Olteniţa, que estava a la riba del Danubi, per un cable telefònic submergit, i amb el quarter general del 3r Exèrcit a Bucarest per una estació de telegrafia sense fils. No obstant això, va romandre relativament aïllat de les unitats romaneses més properes a Dobrudja; la 9a divisió estava gairebé 60 km a l'est, a Silistra, mentre que la 19a divisió i la 5a brigada de cavalleria estaven a 100 km al sud-est, al voltant de Dòbritx. Les 16a, 18a i 20a Divisions de Infanteria romanesa i la 1a Divisió de cavalleria estaven a la riba esquerra del Danubi, i es podien utilitzar per reforçar la fortalesa si fos necessari.
En general, malgrat alguns defectes de la defensa, el comandament romanès confiava en les tropes de la fortalesa i en la seva capacitat de resistència contra els principals atacs enemics. Sovint es referia a ella com «el segon Verdun», o «el Verdun de l'Est». Aquesta comparació estava justificada. La major part de les principals fortaleses europees tenien un nombre semblant de forts del mateix tipus que els 15 forts existents al voltant de Tútrakan; per exemple, la Posició fortificada de Lieja tenia 12 forts, la Fortalesa de Przemyśl tenia 15 i la Plaça fortificada de Verdun tenia 23.

### Els atacants
Per a protegir la frontera del Danubi, els búlgars van activar el seu 3r Exèrcit al setembre de 1915, donant el comandant al tinent general Stefan Toshev durant gairebé un any perquè formés i equipés les seves tropes. Quan les intencions romaneses es van fer clares a mitjans de 1916, l'enfortiment del 3r Exèrcit es va convertir en una prioritat per l'alt comandament búlgar.
A finals d'agost, l'exèrcit estava subordinat al Grup d'exèrcits Mackensen, sota el comandament del mariscal de camp alemany August von Mackensen, que havia transferit el seu quarter general del front macedoni amb l'objectiu específic de coordinar l'ofensiva contra Romania. A l'1 de setembre, el 3r Exèrcit havia concentrat 62 batallons d'infanteria, 55 bateries d'artilleria i 23 esquadrons de cavalleria a la frontera de Dobrudja.
Per a les operacions contra la fortalesa de Tútrakan, el general Stefan Toshev va planejar utilitzar l'ala esquerra del seu exèrcit, compost per:

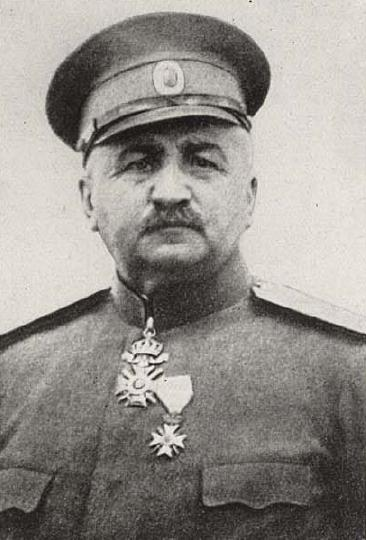
General Panteley Kiselov, comandant de les forces d'assalt a la fortalesa, 1916

- General Panteley Kiselov, comandant de les forces d'assalt a la fortalesa, 19164a Divisió d'Infanteria «Preslav» (Panteley Kiselov)

- 1a Brigada d'Infanteria (Bozhko Ikonomov)

- 7è Regiment d'Infanteria «Preslav» (4)
- 31è Regiment d'Infanteria «Varna» (4)

- 3a Brigada d'Infanteria (Haralambi Kmetov)

- 19è Regiment d'Infanteria «Shumen» (4)
- 48è Regiment d'Infanteria (3)
- 47è Regiment d'Infanteria (2)

- 4a Brigada d'Artilleria (Georgi Kukureshkov)

- 15è Regiment d'Artilleria (6)
- 5è Regiment d'Artilleria (6)
- 2n Regiment d'Artilleria pesada (2)
- 3r Regiment de Canó obús(2)

- 4t Batalló de Peoners

- 1/1a Brigada d'Infanteria (Hristo Nedialkov)

- 1r Regiment d'Infanteria «Sofia» (4)
- 6è Regiment d' Infanteria «Turnovo» (4)
- 4t Regiment d'Artilleria (6)
- 1r Regiment de Canó obús (3)
- 1r Batalló de Peoners

- Destacament alemany-búlgar (Kurt von Hammerstein-Equord, a partir del 4 de setembre)

- 1/21r Batalló d'Infanteria alemany
- 5è Regiment March (3)
- 5è Regiment Opalchenie (2)
- 6è Regiment d'Ulans
- 105a Bateria de Canó obús alemanya
- 1/201a Bateria de campanya alemanya
- Dues bateries de 87 mm de tir ràpid

La força de combat d'aquestes forces consistia en 31 batallons d'infanteria i de reserva, 29 bateries i 7 esquadrons, o un total d'uns 55.000 homes amb 132 peces d'artilleria i 53 metralladores. Això va assegurar la superioritat numèrica inicial dels atacants, tant en homes com a força de foc, però la majoria de les unitats búlgares, amb la notable excepció de la 1a Brigada de la 1a Divisió d'Infanteria «Sofia», no tenien experiència en el combat directe, ja que no van participar en la campanya de Sèrbia. Tanmateix, es va beneficiar de les millores recents de l'exèrcit búlgar, incloent-hi l'addició de més companyies de metralladores i artilleria pesada, així com una millor comunicació i suport logístic.
L'artilleria búlgara i alemanya estava formada per canons obús moderns de tir ràpid, canons de campanya i canons llargs, de calibre que variava entre 75 i 150 mm. A diferència dels romanesos, els búlgars i els alemanys no podien confiar en el suport del tir dels seus monitors aliats del Danubi, perquè la Flotilla austrohongaresa del Danubi estava atrapada al canal Persina per activitats passives i actives romaneses. Per al reconeixement, l'observació i la direcció del tir d'artilleria, les forces invasores havien desplegat un globus i diversos avions.
Inicialment, el general Toshev va mantenir el control directe sobre l'ala esquerra del seu exèrcit, però a mesura que avançava la batalla es va adonar que es necessitava un comandament comú en el camp de batalla. Per aquesta tasca va escollir al general Panteley Kiselov, el comandant de la 4a Divisió «Preslav», que estava al càrrec de totes les forces que operaven contra Tútrakan. Kiselov no va rebre cap personal addicional per ajudar-lo, fet que el va crear problemes amb la coordinació de totes les forces mentre que al mateix temps havia de comandar les seves tropes. No obstant això, el general Kiselov i el seu cap d'Estat major, el tinent coronel Stefan Noykov, van ser classificats com excel·lents oficials pels alemanys i representaven el lideratge de la divisió superior del 3r Exèrcit.
El govern búlgar va prestar molta cura a l'assistència als preparatius de les operacions i va declarar la guerra a Romania l'1 de setembre, cinc dies després del govern alemany, un moviment que inicialment va causar molta preocupació en l'alt comandament alemany.

## La planificació estratègica

### El pla búlgar; el pla de Mackensen
El 28 d'agost, el mariscal de camp August von Mackensen va emetre la seva primera directiva al 3r Exèrcit búlgar, ordenant-li que es preparés per a un avanç decisiu per aprofitar els punts de pas vitals del Danubi a Dobrudja Meridional. Això va preveure la captura simultània tant de Tútrakan com de Silistra per la 1a i 4a Divisió. Encara que el general Stephan Toshev va començar a desplegar les seves forces segons les ordres del mariscal de camp, es va oposar profundament a dividir-les en dos i atacar ambdues fortaleses.

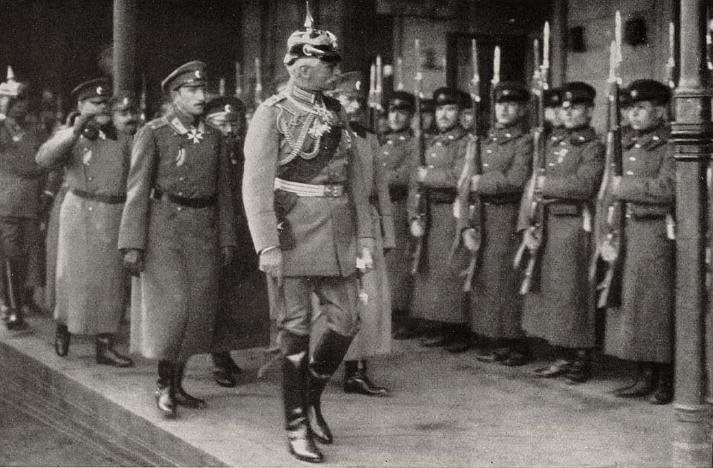
Mariscal de camp August von Mackensen, seguit del príncep búlgar Boris, passant revista a tropes búlgares, 1916

El 31 d'agost, els dos homes es van reunir a l'estació de tren de Gorna Oryahovitsa per intercanviar pensaments sobre l'operació. Basant-se en la seva millor intel·ligència sobre les forces romaneses a Dobrudja i l'estat de les seves fortificacions, el general va aconseguir convèncer el mariscal de camp per prioritzar la captura de Tútrakan sobre la de Silistra i concentrar totes les forces disponibles per a aquest propòsit. El mateix dia, Toshev va presentar un pla detallat per a l'assalt, segons el qual l'exèrcit avançaria el 2 de setembre amb l'ala esquerra contra el cap de pont mentre que la 3/1a Brigada d'Infanteria es dirigiria cap a Silistra per cobrir el seva flanc. L'ala dreta de l'exèrcit, integrada per la 6a Divisió d'Infanteria i la Guarnició Varna, havia d'avançar contra Dòbritx i Balchik, amb la 1a Divisió de Cavalleria que la connectés amb l'ala esquerra. L'endemà, von Mackensen va aprovar el pla amb ajustaments menors, com per exemple requerir que la 2/1 Brigada d'Infanteria es mantingués en reserva per defensar el flanc dret de les forces atacants a Tútrakan. Després de rebre la sanció del mariscal de camp, el personal del 3r Exèrcit es va traslladar a Ràzgrad, des d'on va començar a coordinar els preparatius finals per a l'ofensiva.
L'1 de setembre, von Mackensen va rebre un telegrama del nou cap de l'Estat Major alemany, Paul von Hindenburg, que li va informar que l'acumulació d'alemanys i austrohongaresos a Transsilvània no es podria completar abans de la segona quinzena de setembre, mentre que les forces que ja estaven desplegades només podien defensar les seves posicions contra els romanesos que avançaven. Von Hindenburg i el comandant en cap búlgar, el general Nikola Zhekov, van confirmar les ordres del 3r Exèrcit búlgar d'avançar cap a Dobrudja per aturar i derrotar la major quantitat possible de forces romaneses i russes, destacant la importància de tenir victòries ràpides en tota la Campanya de Romania.

### El pla romanès; la hipòtesi Z
El pla romanès, conegut com a Hipòtesi Z, va obligar la majoria de les forces del país a envair Transsilvània, mentre que el seu 3r Exèrcit de gairebé 150.000 homes va assumir una postura defensiva al llarg de les fronteres del Danubi i Dobrudja durant deu dies. A partir de llavors, les forces del sud atacarien Bulgària des de Dobrudja amb el suport esperat del Cos d'Exèrcit Rus del general Andrei Zayonchkovski i establir una posició en la línia Russe-Xumen-Varna, proporcionant així una llibertat operativa dels exèrcits del nord.
Els russos van creuar el Danubi segons el calendari i es van concentrar al voltant de Cobadin. El 31 d'agost, el general Aslan va subordinar la 19a Divisió d'Infanteria de Romania, que es va desplegar a Dòbritx, i va crear el Grup d'Operacions Oriental, sota el comandament del general Zayonchkovski. Els romanesos optaren per defensar Tútrakan i Silistra, juntament amb tota la frontera de Dobrudja, per assegurar-se les condicions adequades per al seu futur viatge cap a Bulgària. El general Aslan es va adonar que les seves tropes estaven massa disperses per a aquesta tasca i van ordenar als russos que s'apropessin més a prop de les fortaleses, però el general Zayonchkovski va pensar que ell havia de concentrar primer el seu cos a Dòbritx i després, si les condicions ho permetien, avançar cap a Tútrakan i Silistra. Així, es va perdre un temps valuós per resoldre aquesta qüestió i el cos rus va començar a circular cap al sud el 3 de setembre.

## Batalla

### L'envoltament de Tútrakan (del 2 al 4 de setembre)
A principis del matí del 2 de setembre, el 3r Exèrcit búlgar va travessar la frontera romanesa en tota la seva longitud, i la seva ala esquerra va començar a envoltar la fortalesa. El destacament alemany-búlgar del coronel Kaufman va avançar cap al sector I (oest) de la fortalesa, va empènyer les febles avantguardes romaneses i va prendre posicions a l'est del poble de Turk Smil, on es van aturar per un fort foc d'artilleria romanesa de la flotilla del Danubi i de les bateries a les illes del riu. La 4a Divisió «Preslav», que va lliurar l'atac principal al Sector II (sud), va superar ràpidament els llocs avançats romanesos, i els soldats romanesos es van retirar tan ràpid que cap va ser capturat. La divisió va avançar entre 15 i 23 km i es va apropar fins a 2,7 km de la línia principal de defensa, alhora que escurçava el front de 20 a 10 km. Mentrestant, en el Sector III (est), la 1/1 Brigada d'Infanteria Búlgara no va tenir cap resistència, ja que el comandant romanès havia retirat les seves tropes cap al darrere de la línia principal de defensa abans de l'atac.
Al vespre del primer dia, els romanesos havien abandonat gairebé tota la seva línia avançada de defensa a favor de la línia principal (segona) de defensa. A partir d'aquí, es va iniciar un foc continu de fusell, recolzat per un foc d'artilleria ocasional, durant tota la nit del 2 al 3 de setembre, potser a causa de la desorganització i nerviosisme, ja que les unitats búlgares encara estaven fora de l'abast. El comandament romanès va trigar a reaccionar davant el desenvolupament de la situació, i el general Aslan va romandre a Bucarest. Va ordenar al general Zayonchkovski que s'apropés a la frontera búlgara amb les seves forces, però l'ordre només es va dur a terme després d'amplis retards. També es van intentar enviar reforços de les reserves al voltant de la capital, però també es van retardar a causa de la confusió general i la congestió que acompanyava la mobilització rumana.
El 3 de setembre, els búlgars van començar a consolidar les seves posicions. Per a fer-ho de manera més eficaç, es va ordenar que el destacament alemany-búlgar s'apoderés la cota 131, a l'oest de Staro Selo, on aconseguiria una zona elevada per a l'assalt dels forts romanesos del sector I (oest). Els defensors estaven relativament ben instal·lats i protegits per files de filferro d'arç, mentre que els atacants havien d'avançar per un camp obert amb els flancs exposats al foc dels monitors romanesos i d'algunes trinxeres. Les posicions romaneses més al sud, al voltant del poble de Senovo, tenien a la part del front uns turons baixos que podien proporcionar cobertura a la infanteria per avançar, el que va portar al coronel Kaufman a dividir el seu destacament en tres columnes (comandades pel coronel Vlahov, el comandant von Hamerstein i el coronel Drazhkov), utilitzant un per atacar a Senovo, mentre que els altres dos destacaments el recolzaven. Avançant cap a les cinc de la matinada, la força del coronel Vlahov es va trobar inicialment amb poca resistència; no obstant això, el foc romanès es va intensificar gradualment, i la columna búlgara va quedar exposada al tir de flanqueig de la línia principal de defensa. Alguns dels soldats van arribar fins al filferro d'arç, però no van poder travessar-lo. Al migdia, es va ordenar a les unitats excavar trinxeres en les posicions que havien aconseguit. Es va negar la sol·licitud de reforç del coronel Vlahov. Els contraatacs dels romanesos van forçar al coronel a ordenar que les tropes es retiressin a uns 300 metres del filferro d'arç i excavar allí. L'avanç del Major von Hamerstein, sota un fort foc de rifles i d'un monitor, va ser lent. El coronel Drazhkov, per la seva banda, va repel·lir els atacs de flanqueig romanesos, però el seu avanç es va aturar per un fort foc d'artilleria, a uns 50 metres del filferro d'arç romanès. En general, els atacants d'aquest sector van patir unes 300 baixes. No van aconseguir els seus objectius, i van haver d'esperar fins a l'endemà a mesura que la foscor s'instal·lava al camp de batalla.
Després d'una nit de pluja, la 4a Divisió «Preslav» va començar apropar-se al filferro d'arç de la línia principal de defensa del Sector II, va perseguir a les patrulles romaneses, va ocupar Daidur, i va posicionar la seva artilleria pesada. En el procés, la divisió va repel·lir diversos contraatacs romanesos, tot mantenint poques baixes. En el Sector III, la 1/1 Brigada d'Infanteria va aconseguir penetrar dins de la línia principal de defensa sense trobar oposició.
La posició romanesa es va anar deteriorant progressivament. El general Teodorescu es va veure obligat a respondre les demandes de reforç dels comandants dels sectors I i III enviant-los les seves últimes reserves (que resultarien inútils, ja que l'atac principal búlgar es va lliurar al Sector II). Malgrat els informes pessimistes de Teodorescu, l'alt comandament romanès mantenia la seva esperança que la fortalesa resistiria amb el suport de les forces romaneses i russes que avançaven des de l'est, o que la guarnició podria trencar el cercle i retirar-se a Silistra. El 3 de setembre, els soldats romanesos van fer els primers intents d'ajuda a Tútrakan atacant l'ala dreta del 3r Exèrcit búlgar, però van ser derrotats per la 1a Divisió de cavalleria búlgara als pobles de Kochmar i Kara Pelit, on la 19a Brigada romanesa va patir 654 morts o ferits i almenys 700 soldats van ser capturats.
A les 11 del matí del 3 de setembre, el general Toshev, després d'haver intercanviat els seus pensaments amb el general Kiselov, va emetre l'ordre n. 17 per a l'atac de l'endemà a Tútrakan. Va informar al comandant de la 4a Divisió que havia d'assumir el control de totes les forces que operaven contra la fortalesa i determinar l'hora exacta de l'atac d'infanteria, una vegada que la barrera de foc preliminar de l'artilleria hagués causat suficients danys. El Major von Hammerstein i el seu grup van atacar i prendre el fort 2 en el Sector II (oest), l'atac principal va ser lliurat per la 4a Divisió contra els forts 5 i 6 del Sector II (sud) i, finalment, la 1/1a Brigada va capturar fort 8 en el Sector III (est). Per protegir el flanc dret d'aquestes forces, el general Toshev va encarregar a les dues brigades restants de la 1a Divisió d'Infanteria «Sofia» controlar l'activitat romanesa a Silistra. Quan Kiselov va rebre aquest encàrrec, va utilitzar la seva nova posició com a comandant general de l'operatiu per a fer diversos canvis al pla. La Brigada «Kmetov» va començar a atacar els forts 5 i 6, mentre que la Brigada «Ikonomov» es dirigia contra el fort 7. Tot l'artilleria pesada es va col·locar sota el comandant del 2n Regiment d'Artilleria pesada, el coronel Angelov, que havia d'executar la barrera de foc d'artilleria a partir de les 9.00h del matí. La infanteria havia d'apropar-se a menys de 150 metres i esperar que s'acabés la barrera. No obstant això, Angelov va considerar que la intel·ligència sobre les posicions romaneses era insuficient i que les bateries búlgares necessitaven un millor posicionament, per la qual cosa va demanar que es posposés l'atac per a l'endemà. A més, la comunicació amb el grup de von Hammerstein era feble, i les dues companyies alemanyes més importants que van ser crucials per avançar en aquest sector necessitaven més temps per posicionar-se. Això va convèncer el general Kiselov per retardar l'atac.
El 4 de setembre es va dedicar per a realitzar una preparació addicional per a l'atac. Els combats actius només van continuar en el Sector I, on el destacament de von Kaufman havia d'acabar l'atac a la cota 131 que havia començat el dia anterior, i assegurar el terreny per poder iniciar l'assalt al fort 2. Aquest objectiu es va aconseguir a primera hora del matí amb relativa facilitat, perquè la majoria dels defensors romanesos s'havien retirat cap a la línia principal de defensa. En aquell dia, von Kaufman va demanar al mariscal de camp Mackensen que anés cap a Byala, i el destacament alemany-búlgar va ser posat sota el comandament del Major von Hammerstein.
El general Teodorescu va continuar enviant informes pessimistes, i fins i tot desesperats, a l'alt comandament romanès i demanant reforços. Aquesta vegada no va ser ignorat; la 10a i 15a Divisió, que representaven la reserva estratègica de l'exèrcit, van rebre l'ordre de moure's cap al sud cap a Olteniţa. La primera vetllaria per la riba del riu i la segona per preparar-se per travessar el Danubi i reforçar la guarnició de Tútrakan. Aquests van ser disset batallons del 34è, 74è, 75è, i 80è Regiment romanès, més un batalló del 84è Regiment i dos batallons del 2n Regiment de Fronteres, recolzats per 6 bateries d'artilleria. Aquestes noves i fresques tropes van permetre als romanesos obtenir superioritat numèrica sobre els búlgars, però una vegada més es van retardar en el seu camí i van arribar gradualment al camp de batalla, reduint així el seu impacte en el curs general de la batalla. Els primers reforços van creuar el Danubi a la última hora de la tarda i durant la nit el 4 de setembre. Quan van pujar a la riba sud van ser immediatament dividides per enfortir els diferents sectors, sense tenir en compte la direcció del principal atac búlgar o per establir una reserva suficient.

### La caiguda de la fortalesa (del 5 al 6 de setembre)
El 5 de setembre, la guarnició va poder enfortir algunes parts de la línia principal de defensa amb l'ajuda dels nous reforços:.
- En el Sector I, els forts de l'1 al 5 van ser custodiats per nou batallons i mig, principalment del 36è Regiment d'Infanteria romanès, i es van reforçar amb batallons del 40è, 75è i 80è Regiments d'Infanteria, així com quatre companyies del 48è i 72è Batalló de Milícies.

- El Sector II es va veure reforçat amb 4 batallons del 74è i 75è Regiment d'Infanteria, amb un total de 8 batallons, però només després de l'inici de l'atac.

- El Sector III també es va veure reforçat durant el desenvolupament de l'assalt per diverses unitats de la infanteria, de la milícia i de la guàrdia fronterera, fins a assolir una força de 14 batallons.

La reserva inicial de la fortalesa s'havia dedicat a reforçar les línies, i només el 5 de setembre es va constituir una petita reserva de reforços acabats d'arribar. Consistia en un batalló d'infanteria, un batalló de guàrdia fronterera i una companyia d'infanteria.
Així, en el decisiu Sector II, els búlgars van aconseguir aconseguir una substancial superioritat numèrica durant la fase inicial de l'assalt:
| Forces al Sector II |           |           |           |           |          |           |
| Homes/Material      | Quantitat | Quantitat | Proporció | Proporció | Densitat | Densitat  |
|                     | Búlgars   | Romanesos | Búlgars   | Romanesos | Búlgars  | Romanesos |
| Batallons           | 9         | 4         | 2,25      | 1         | 3        | 1,3       |
| Canons              | 80        | 57        | 1,4       | 1         | 8        | 5,7       |
| Metralladores       | 12        | 17        | 1         | 1,4       | 4        | 5,7       |
| Esquadrons          | 1         | -         | -         | -         | 0,3      | -         |
| Combatents          | 18.000    | 6.300     | 2,7       | 1         | 6.000    | 2.100     |

A les 5.30h del matí, es va enlairar un globus d'observació búlgar des d'un automòbil per dirigir la barrera de foc prevista. Exactament una hora més tard, el coronel Angelov va ordenar el començament del bombardeig preliminar d'artilleria. Els canons van concentrar el foc en els forts i els obstacles entre ells, i a les 7.40h, el lloc d'observació de Daidur va informar que grups de soldats romanesos sortien dels forts 5 i 6, i que travessaven les trinxeres de comunicacions que conduïen a la rereguarda. Les bateries romaneses van intentar respondre, però l'esforç no estava ben coordinat; el seu foc esporàdic (indicant baixes reserves de municions) no estava dirigit contra les bateries pesades dels atacants, i el seu foc va cessar immediatament després que els búlgars disparessin contra ells. La força de la barrera de foc búlgara fins i tot va enganyar al general Teodorescu, que va creure que estava produïda per canons de 305 mm, quan en realitat no hi havia cap. A les 8.00h, tres de cada quatre bateries de les fortaleses del Sector II van quedar suprimides durant la barrera de foc o van ser destruïdes, el que va obligar a Teodorescu a enviar la 1/5 Secció de Canons obús a la zona. Va prendre posició darrere del fort 8 sense ser notat pels búlgars.
Al voltant de les 8.00h, el coronel Angelov va informar al general Kiselov i al tinent coronel Noykov que, segons la seva opinió, l'artilleria havia aconseguit resultats suficients perquè la infanteria comencés el seu avanç. El general no estava del tot convençut, però a mesura que la barrera de foc d'artilleria continuava mentre que la infanteria s'apropava a la línia, va ordenar als comandants de les 1/1, 1/4 i 3/4 Brigada d'Infanteria començar l'atac, i a tot els oficials de donar exemple dirigint personalment als seus homes en l'assalt. Més tard, aquest ordre també va ser rebuda per von Hammerstein i el comandant del 47è Regiment d'Infanteria.
Segons el pla, la brigada del coronel Kmetov va atacar els forts 5 i 6, que van ser defensats pel 79è Regiment d'Infanteria romanès. El 19è Regiment «Shumen», dividit en dos grups i recolzat pel 48è Regiment, es va preparar per descendir al llarg d'una pendent que enfrontava directament les fortificacions romaneses al fons del barranc, davant del poble Daidur. Tan aviat com la infanteria va començar a avançar, es va trobar amb un fort foc romanès de rifles i metralladores recolzat per torretes de canons de petit calibre que havien sobreviscut al bombardeig. L'artilleria pesada i de campanya búlgara, encara concentrats en les bateries romaneses darrere de la línia de defensa, van proporcionar pocs suports directes. Ajudada per la cobertura de les seves metralladores, la brigada va aconseguir arribar als primers obstacles davant de la línia principal de defensa abans de les 10.30h, i la infanteria va poder travessar el filferro d'arç a través dels passos fets pels pioners sota un fort foc. Una hora més tard, el 1/19 Batalló i una part del 3/48 Batalló, que formaven part del grup dreta de la brigada, van capturar el fort 6 i les trinxeres a l'est de la mateixa. El grup esquerre va ser retingut temporalment pel foc romanès, però a les 12.30h ja havia expulsat als romanesos de les seves trinxeres i va aconseguir el control de la línia principal de defensa en aquesta part del sector. Després de la caiguda dels forts 5 i 6, els búlgars van perseguir als defensors en retirada fins a les 16.00h, avançant 2 km al nord de la línia principal de defensa. La Brigada de Kmetov va capturar 250 soldats, 4 bateries pesades, sis canons de torreta de 53 mm i molts fusells. La seva artilleria havia disparat 2.606 obusos. La infanteria romanesa i búlgara van patir moltes baixes, i el 19è Regiment «Shumen» va patir 1.652 baixes.
A l'est de la 3/4 Brigada es trobava la Brigada «Ikonomov», encarregada de la captura del fort 7. Durant la nit, el 7è Regiment «Preslav» i el 31è Regiment «Varna» havien travessat 600 metres d'obstacles artificials. Van començar el seu assalt a les 8.00h del 5 de setembre, però, malgrat el bombardeig previ de la seva artilleria, es van trobar amb una forta resistència romanesa. A les 9.30h, les unitats més avançades es van veure obligades a aturar-se i a cobrir-se a uns 200 metres dels obstacles. Això va ser en part resultat del canvi de posicions de l'artilleria búlgara, ja que es va ordenar a la 1/15 Secció d'artilleria d'avançar per a donar suport directe a la infanteria avançada. La secció va ocupar noves posicions en una cresta a l'est de Daidur i immediatament va obrir foc contra les trinxeres al voltant dels forts 6 i 7. A les 10.30h, el 31è Regiment va començar avançar cap als obstacles i, sota un fort foc, va començar a escalar el pendent que duia al fort 7. Els búlgars van aconseguir entrar al fort i a les seves trinxeres veïnes, on es va iniciar un costós combat en espai confinat mentre s'exposaven al foc de la seva pròpia artilleria. A les 11.20h, els romanesos van ser expulsats per complet, però amb el seu comandant ferit i les seves unitats desorganitzades, el 31è Regiment no els va perseguir, i es van a dedicar a disparar contra els defensors romanesos que es retiraven de les trinxeres.
Per la seva banda, el 7è Regiment «Preslav» s'havia enfrontat amb un foc romanès encara més fort, i no va poder avançar fins a les 12.00h, quan el seu comandant, el coronel Dobrev, va liderar personalment l'assalt contra una fortificació que els búlgars van creure que era el fort 8, però que en realitat era un dels anomenats «subcentres de defensa» que es trobaven en els buits entre els forts. Molts dels defensors ja s'havien retirat de la línia i els que es van quedar van ser capturats. Part del regiment van continuar avançant fins a les 13.35h, més enllà de la línia principal de defensa, quan el coronel Dobrev va ordenar aturar-se. Quan es va adonar que no era el fort 8, va ordenar a la seva infanteria que tallés les rutes de retirada d'aquest fort, però els romanesos van aconseguir evitar-ho amb foc d'artilleria.
A la tarda del 5 de setembre, tots els forts de la línia principal de defensa del Sector II havien caigut en mans dels atacants. El 79è Regiment romanès que havia defensat el sector estava pràcticament destruït. Només quedaven 400 efectius, havent perdut 46 oficials i 3.000 soldats entre morts i ferits. Els batallons romanesos que van arribar recentment no van poder evitar l'avanç búlgar i, amb les restes del 79è Regiment, van intentar preparar la línia secundària de defensa. En aquest sentit, van ser ajudats per l'espès bosc del darrere de la línia principal de defensa, que va dificultar que avancessin les unitats búlgares.
En el sector III, el bombardeig d'artilleria va començar a les 6.55h i, a les 8.15h ja havia aconseguit un gran èxit en fer malbé les fortificacions romaneses, obligant a alguns dels defensors a fugir cap a la rereguarda i al Danubi. El 1r i 6è Regiment búlgar van avançar a través d'un gran camp de blat de moro que va fer el seu moviment gairebé indetectable i, a les 11.30h van arribar a l'altiplà nord d'Antimovo. Va ser en aquell moment quan els romanesos dels forts 8 i 9 els van veure i van obrir foc contra ells, detenint temporalment l'avanç búlgar. El coronel Nedialkov, que estava amb les unitats de suport, va ordenar immediatament que part de l'artilleria avancés i recolzés directament a la infanteria. Després d'això, el 1r Regiment «Sofía» i el veí 4/6 Batalló van avançar ràpidament cap al filferro d'arç i el van creuar sense dificultat. Aquesta acció i el gran avanç aconseguit per la 4a Divisió «Preslav» a l'oest van provocar que els soldats romanesos vacil·lants abandonessin les trinxeres i tornessin cap a la rereguarda i, a les 13.30h, havien caigut les trinxeres del fort 8. El mateix fort va ser capturat simultàniament per parts del 1r i 6è Regiment. Després d'aquests èxits, la brigada es va dirigir a conquerir les parts restants del sector oriental, incloent els forts 9, 10, 11 i 12. Enfrontant-se a petites resistències, ja que els reforços romanesos arribats sovint eren atrapats per unitats en retirada i obligats a unir-se a elles, Els búlgars van aconseguir aquesta tasca i, a les 21.30h, van arribar a la riba del Danubi, completant l'aïllament de la fortalesa.
L'atac al Sector I es va retardar considerablement fins que el major Hammerstein va donar les ordres als tres grups del seu destacament per a l'atac al fort 2; també va exigir un prolongat bombardeig d'artilleria per assegurar l'avanç de la infanteria. Així doncs, no va ser fins a les 14.30h, quan els canons concentraven el seu foc al fort 2, que el comandant va donar ordre al primer i segon grup d'atacar. Malgrat el foc d'artilleria enemic amb que es van enfrontar, els búlgars i els alemanys van avançar amb relativa facilitat a mesura que els romanesos, malgrat el seu gran nombre, van començar a retirar-se i fins i tot van fugir de pànic cap a Tútrakan.
Al voltant de les 13.00h, el general Teodorescu va ordenar al comandant del sector que abandonés els forts 2, 3, 4 i 5. Al final del dia, només el fort 1 encara estava en mans de Romania, ja que tenia una poderosa cobertura d'artilleria dels monitors i bateries del Danubi a la vora esquerra del riu.
A la tarda del 5 de setembre s'havia pres la línia principal de defensa (excepte dos forts), juntament amb tota l'artilleria fixa romanesa i part de l'artilleria mòbil. Les unitats romaneses estaven tan desorganitzades que un contraatac planificat amb els nous reforços de la 15a Divisió va ser posposat per a l'endemà. Les unitats búlgares, especialment les de la 4a Divisió d'Infanteria, també havien sofert nombroses baixes, i necessitaven la nit per reorganitzar-se i millorar el posicionament de la seva artilleria.
El general Kiselov va ser visitat pel general Toshev i pel coronel Tappen, el cap de l'Estat major de Mackensen. Tots dos estaven contents amb els esdeveniments del dia i, malgrat les baixes, li van demanar que continués amb l'atac.

#### La represa de l'atac
Durant la nit del 5 de setembre, els romanesos es van establir el millor possible en la seva afeblida posició de defensa. El general Teodorescu va ordenar la redistribució de les forces perquè 9 batallons defensessin el Sector I, 12 batallons el Sector II, 2 batallons el Sector III, i 5 batallons el Sector IV, mentre que altres 7 batallons van romandre en reserva. Tanmateix, aquest ordre no va arribar a les tropes fins al matí i les unitats no van poder executar-la.
Al voltant de les 4.30h de la matinada del 6 de setembre, l'artilleria búlgara va tornar a obrir foc als sectors I i III. Els homes de la 4a Divisió búlgara van començar a creuar el gran bosc que separava la línia principal de defensa de la secundària. Ajudats pel poderós bombardeig previ de l'artilleria, el 7è i 31è Regiment d'Infanteria búlgara van avançar ràpidament. A les 12.30h havien traspassat les trinxeres que havien estat abandonades pels seus defensors abans d'hora. Al voltant de les 15.00h, els dos regiments de la 1/4 Brigada es van reunir al turó amb vista sobre la mateixa Tútrakan. Mentrestant, la Brigada «Kmetov» també va avançar, encara que no tan ràpidament i amb major desorganització. Algunes parts van arribar a l'extrem nord del bosc a les 13.00h i immediatament van atacar les trinxeres romaneses, però no va ser fins a les 15.30h que van ocupar les trinxeres, on la majoria dels defensors ja havien sortit a causa de l'èxit de la 1/4 Brigada i el bombardeig d'artilleria. A les 17.30h, la brigada va arribar al turó amb vistes a la ciutat.
La 1/1 Brigada d'Infanteria es va encarregar de coordinar les seves accions amb la 4a Divisió i avançar contra el flanc dret de la línia defensiva. Al voltant de les 6.50h, mentre encara esperaven avançar, les unitats van ser atacades per diversos batallons romanesos que van amenaçar amb envoltar el flanc, però que van ser detinguts pels reforços búlgars. Després d'això, el 1r i 6è Regiment van començar a avançar, i cap a les 11.30h ja hi havia arribat a 800 metres de la línia. Els defensors romanesos, creient que una columna russa avançava des de l'est per ajudar a la fortalesa envoltada, van iniciar una forta resistència; però, una vegada que es van adonar que la « columna de relleu» era en realitat búlgara, van començar a retrocedir en pànic. Així, la 1/1 Brigada va poder arribar fins a les proximitats de la ciutat a les 17.00h.
Al Sector I, el destacament de major Hammerstein va entrar al bosc a les 10.00h, on es va trobar amb forces d'avantguarda romaneses molt febles que es van retirar ràpidament. Durant la tarda va ocupar el fort 1 després de lluitar contra una forta resistència romanesa, i va continuar avançant fins que es van alinear al costat de la 4a Divisió.
L'única manera que es podia salvar la guarnició era amb l'ajut de forces externes i, a partir del 5 de setembre, el general Aslan va ordenar al comandant de la 9a Divisió, el general Besarabescu, avançar decididament des de Silistra i ajudar a la ciutat assetjada. El comandant va executar aquesta ordre deixant 4 batallons a Silistra i enviant els 5 batallons restants, 4 bateries i 2 esquadrons per trencar el setge. El 6 de setembre, aquestes forces van ser rebutjades i derrotades per la 3/1 Brigada d'Infanteria búlgara, que tenia l'ordre de protegir el flanc de l'exèrcit, al poble de Sarsanlar, a uns 18 km a l'est de Tútrakan. Això va segellar el destí de la guarnició.
Quan la situació es va deteriorar ràpidament, el general Teodorescu va ordenar que els seus homes es retiressin i, si fos possible, intentessin trencar el cercle en direcció a Silistra. A les 13.40h, ell mateix va abordar un vaixell per creuar el Danubi, deixant enrere milers de soldats en pànic, alguns dels quals van intentar seguir el seu exemple però van acabar ofegant-se al riu o van morir pel foc d'artilleria. Els intents de ruptura romanesa cap a Silistra també es van veure frustrats en gran manera davant l'artilleria búlgara. A mesura que els búlgars van entrar a la ciutat, els defensors van començar a rendir-se en grans grups. A les 15.30h el coronel Marasescu, que en aquell moment estava al capdavant de la guarnició, i els seus alts oficials van escriure una nota al general Kiselov en alemany i va enviar missatgers amb la nota a tres dels sectors, oferint la rendició incondicional de la fortalesa juntament amb tots els seus homes i material. A les 16.30h, un dels missatgers va arribar al 1/31 Batalló búlgar i va ser enviat immediatament davant del coronel Ikonomov. A les 17.30h, Ikonomov va informar al general Kiselov per telèfon de la nota i els seus continguts. Kiselov va acceptar la rendició amb la condició que tot el personal militar es reunís a l'altiplà al sud de la caserna de la ciutat abans de les 18.30h.

## Les conseqüències

### Les baixes

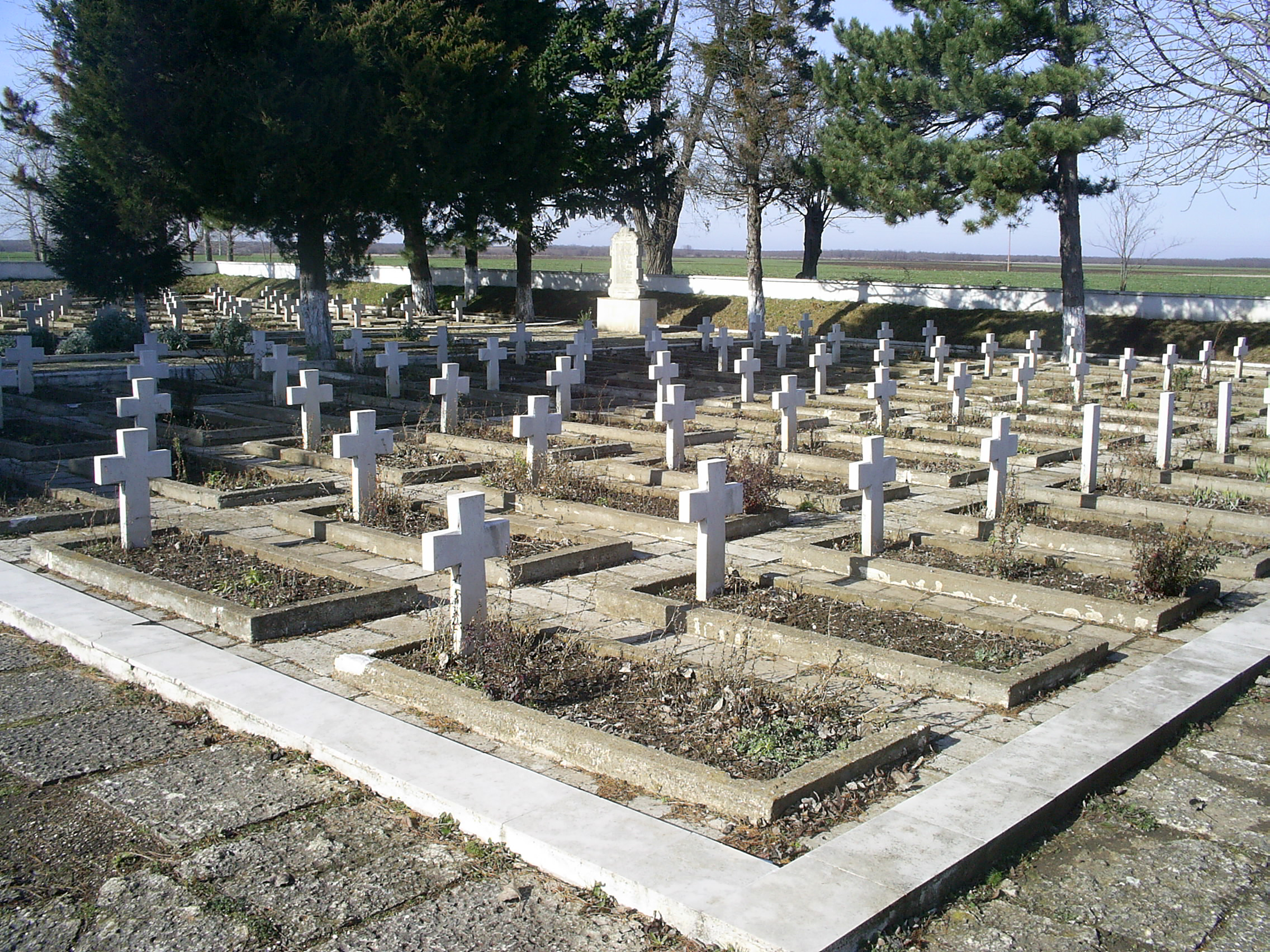
Cementiri militar de Tútrakan

Dels 39.000 soldats romanesos que van participar en la defensa de la fortalesa de Tútrakan, només entre 3.500 i 4.000 van aconseguir escapar creuant el Danubi o dirigint-se cap a Silistra. Aquestes tropes eren de la 9a Divisió d'Infanteria, evacuades de manera segura pels tres monitors fluvials. Mentre que el nombre de morts i ferits va ascendir entre 6.000 i 7.000 homes, la gran majoria de la guarnició: uns 480 oficials i 28.000 soldats, es van rendir o van ser capturats pels búlgars. Els atacants també van capturar tot el material militar de la fortalesa, incloent 62 metralladores i al voltant de 150 canons, entre ells dues bateries búlgares capturades per Romania durant la Segona Guerra Balcànica. La lluita més dura va ser al Sector II, on el 79è Regiment, que en general era la unitat que més resistia els atacs, va patir un 76% de pèrdues; de 4.659 homes, va perdre uns 3.576 entre morts i ferits.
Els búlgars també van patir moltes baixes. Del 2 al 6 de setembre van arribar fins a 1.517 morts, 7.407 ferits i 247 desapareguts. D'aquests, només hi van haver 93 morts i 479 ferits entre el 2 i el 4 de setembre. Al voltant del 82% de les pèrdues totals (1.249 morts i 6.069 ferits) es van produir el 5 de setembre durant l'atac a la línia principal de defensa. La lluita més dura va ser al Sector II on, per exemple, el 7è Regiment d'Infanteria «Preslav» va perdre el 50% dels seus oficials i el 39,7% dels seus soldats entre morts i ferits. En general, gairebé totes les baixes eren per part de la infanteria; l'artilleria pesada només va perdre 2 morts i 7 ferits. Les víctimes alemanyes van ser de 5 morts i 29 ferits.

### L'impacte en la campanya

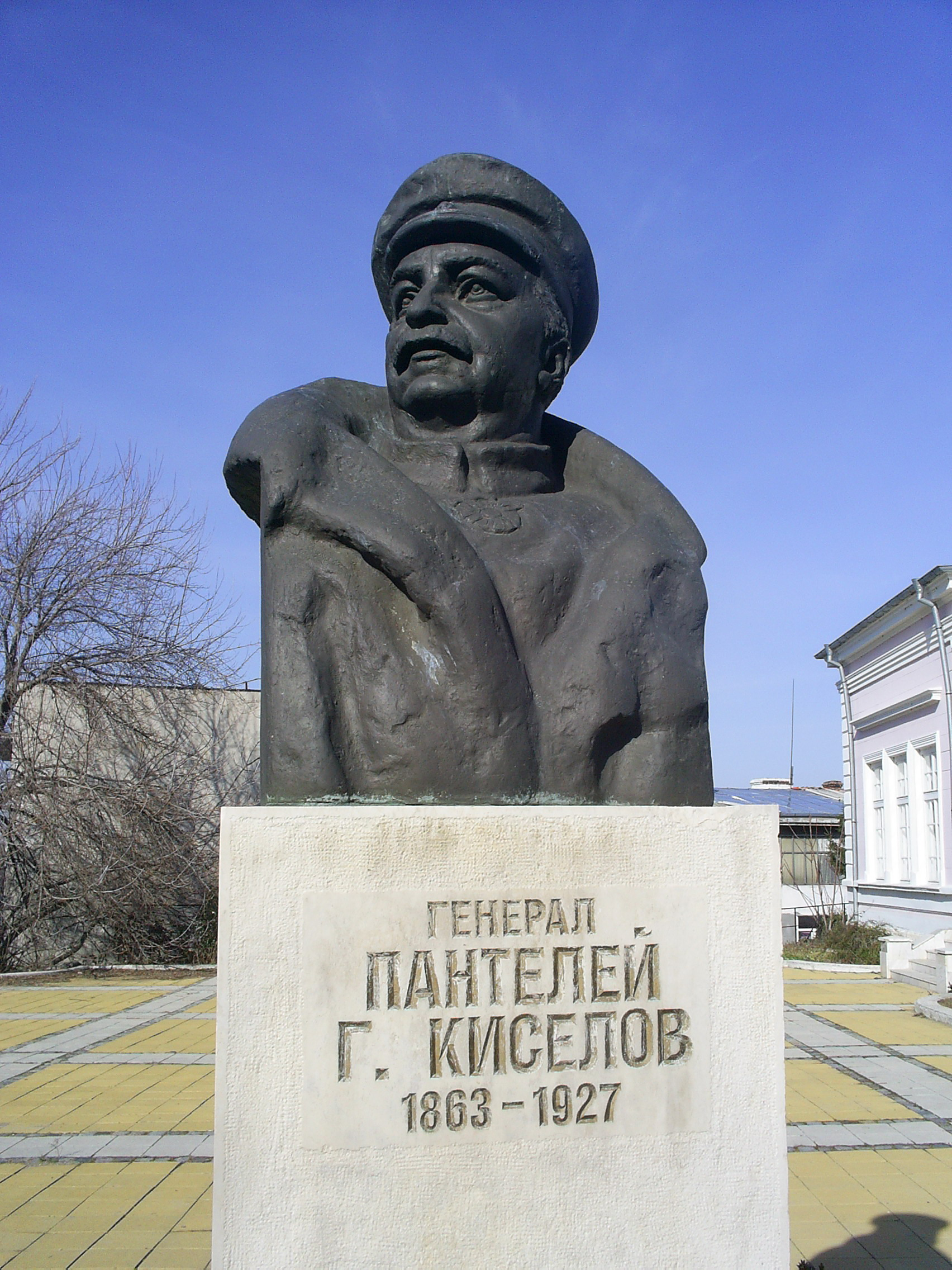
Monument al general Panteley Kiselov a Tútrakan

La ràpida caiguda de Tútrakan i la pèrdua de dues divisions d'infanteria van ser una sorpresa amb conseqüències crucials per a tota la Campanya de Romania. El que és més important, va frustrar a l'alt comandament romanès i va afectar severament la moral de l'exèrcit i del poble. L'escala de la derrota va obligar a Romania a separar diverses divisions dels seus exèrcits a Transsilvània, reduint enormement l'impuls de l'avanç en aquella regió. L'alt comandament romanès va començar a aturar l'avanç el 7 de setembre, i el 15 de setembre es va detenir completament, fins i tot abans que els exèrcits poguessin establir un front defensable. Es van produir canvis importants en l'estructura de comandaments de les forces que operaven contra el 3r Exèrcit búlgar. El general Aslan i el seu cap d'Estat Major van ser rellevats. El comandament del 3r Exèrcit romanès va ser assumit pel general Averescu, i les forces russoromaneses a Dobrudja es van reorganitzar com a «Exèrcit de Dobrogea», sota el comandament del general Zayonchkovski.
La velocitat amb la qual es va aconseguir la victòria va ser tan inesperada per les Potències Centrals que fins i tot el general Mackensen, que solia estar present en el lloc d'importants batalles, no havia planejat arribar al camp de batalla fins a diversos dies després de la capitulació de la fortalesa. Aquesta batalla va impulsar la moral dels búlgars i els seus aliats tan llunyans com els del Front de Macedònia, així com en els cercles polítics a Berlín i Viena. El kaiser Guillem II de Prússia, que estava preocupat per l'entrada de Romania a la guerra, va organitzar una festa de xampany per al representant búlgar a la seu de l'alt comandament alemany. La suspensió de l'ofensiva romanesa a Transsilvània, que havia amenaçat d'envair la província, va donar al general Falkenhayn el temps suficient per concentrar la seva força i continuar l'ofensiva a finals de setembre.